# Encephalartos mackenziei
Encephalartos mackenziei är en kärlväxtart som beskrevs av Leonard Eric Newton. Encephalartos mackenziei ingår i släktet Encephalartos och familjen Zamiaceae. IUCN kategoriserar arten globalt som nära hotad. Inga underarter finns listade i Catalogue of Life.